# Уфимское училище искусств
Уфимское училище искусств (УУИ) — среднее специальное музыкальное и художественное учебное заведение в столице Республики Башкортостан городе Уфа.

## История
Уфимское училище искусств основано в 1921 году как «Башкирский музыкальный техникум».
С 1926 года Башкирский государственный техникум искусств, реорганизованный в 1936 году в два самостоятельных средних учебных заведения: Уфимское музыкальное и театрально-художественное училища.
В период Великой Отечественной войны театрально-художественное училище было закрыто, вновь открыто в 1960 и после слияния с Уфимским музыкальным училищем получило современное название.
Первый директор был Иван Васильевич Салтыков. В 1945-1968 гг. училище находилось в здании Дворянского собрания на ул. Ленина, д.14.
В Уфимском училище искусств (2012) два отделения (музыкальное и художественное), обучение проводится по специальностям: музыкальное звукооператорское мастерство, музыкальное искусство эстрады (по видам: инструменты эстрадного оркестра и эстрадное пение); теория музыки, живопись (станковая); скульптура; дизайн (в области культуры и искусства); декоративно-прикладное искусство и народные промыслы (по виду: художественная резьба по дереву); инструментальное исполнительство (по видам инструментов: фортепиано, оркестровые струнные инструменты, оркестровые духовые и ударные инструменты, инструменты народного оркестра, национальные инструменты народов России); вокальное искусство и хоровое дирижирование.
В 2021 году в училище появилась новая специальность - анимация. Областью профессиональной деятельности выпускников данной специальности являются проектирование и создание анимационного проекта, максимально приспособленного к нуждам различных категорий потребителей
Имеется большой акустический Концертный зал на 600 мест, художественная галерея, малый зал на 188 мест, спортивный комплекс с залом для игровых видов спорта (баскетбол, волейбол и др.), душевыми и раздевалками, столовая на 80 посадочных мест, студенческое кафе на 50 мест.
Выпускникам присваиваются квалификации:
- преподаватель,
- артист хора, ансамбля, оркестра;
- руководитель творческого коллектива,
- концертмейстер;
- художник-живописец,
- скульптор,
- дизайнер,
- художник-мастер резьбы по дереву,
- звукооператор
- художник-мультипликатор

В 2011/2012 учебном году обучалось 600 учащихся, в штате 180 преподавателей, из них 36 человек удостоены почетных званий.
К 2012 году училище подготовило более 10 тысяч специалистов.

## Известные сотрудники и преподаватели
- Тюлькин Александр Эрастович
- Кудрявцев Алексей Михайлович
- Сайфуллин Тагир Сергеевич
- Губайдуллин Марат Рустамович
- Маджар Сергей Владимирович
- Даутов Нур Асгатович

## Известные выпускники
- Арсланов Амир Султанович - живописец, заслуженный художник БАССР (1986)
- Игошев Владимир Александрович - художник-живописец, Народный художник СССР
- Сутягин Александр Васильевич - певец, Народный артист РСФСР
- Павленко Вероника Евгеньевна - художница по текстилю, педагог, куратор, галерист
- Пантелеев Александр Васильевич - Заслуженный художник РФ
- Круль Леонид Янович - художник-живописец
- Рамазанова Земфира Талгатовна (Земфира) - певица
- Губайдуллин Марат Рустамович - пианист, педагог, композитор, заслуженный артист РБ
- Ахметов Мурад Хусаинович - композитор, Народный артист РБ (1999)
- Юлдашбаева Римма Мухтаровна - башкирская оперная певица, педагог
- Салихов Рафаэль Гирфанович - театральный актёр, Народный артист РБ (1993)
- Старикова Валентина Ивановна - заслуженный работник культуры РБ
- Мубаряков Арслан Котлыахметович - башкирский актёр, театральный режиссёр, драматург, Народный артист СССР (1955)
- Бикбулатова Зайтуна Исламовна - Hародный артист СССР
- Домашников Борис Фёдорович - Hародный художник СССР, академик Академии художеств России
- Лутфуллин Ахмат Фаткуллович - Hародный художник СССР, академик Академии художеств России
- Нурмухаметов Рашит Мухаметбареевич - живописец, народный художник БАССР (1966), народный художник РСФСР (1977)
- Гареев Радик Арсланович - оперный и эстрадный певец (баритон), Народный артист БАССР (1983), Народный артист РСФСР (1989)
- Прибылов Владимир Васильевич - актёр, Народный артист БАССР (1978), Народный артист РСФСР (1982)
- Исрафилов Рифкат (Рафкат) Вакилович - актёр, театральный режиссёр, театральный педагог, Народный артист РСФСР (1989), Заслуженный деятель искусств РСФСР (1982)
- Имашева Галия Шакировна - театральный художник, Народный художник РСФСР (1973)
- Пищаев Геннадий Михайлович - камерный певец (лирический тенор-альтино), Заслуженный артист РСФСР
- Шайхутдинов Рустам Раджапович - пианист, Заслуженный деятель искусств РБ
- Родионов Геннадий Степанович - оперный певец (бас), Народный артист БАССР (1990), Заслуженный артист РФ (2010)
- Юлдыбаев Марат Хадиевич - саксофонист, Заслуженный (1985) и народный артист БАССР (1989)
- Смаков Ильфак Музипович - певец (баритон), Народный артист БАССР (1985), Заслуженный артист РСФСР (1989)
- Рахимов Ришат Рашитович - кураист, педагог, композитор, Народный артист РБ (1995)
- Нугуманова Флюра Галимьяновна -  певица, педагог-вокалист, Заслуженный (1980) и народный (1991) артист БАССР
- Газиев Идрис Мударисович - певец, Народный артист РБ (1993) и РТ (2002), Заслуженный артист Российской Федерации (1999)
- Ахметзянова Ляля Габдулловна - певица (драматическое сопрано),  Народный артист БАССР (1989)
- Гараев Филюс Фазлиахметович - певец (баритон),  Заслуженный (1978) и Народный (1987) артист БАССР
- Бикбулатов Фарит Хайбуллович - башкирский певец, Народный артист БАССР (1986)
- Аскаров Салават Ахметович - оперный певец (бас), Народный артист БАССР (1984) и РФ (2011)
- Кильдиярова Флюра Ахметшеевна - оперная певица (сопрано), Народный артист БАССР (1989), Народная артист РФ (2002)
- Махмутов Закий Гизатович - башкирский певец (бас), Народный (1976) и Заслуженный (1971) артист БАССР, Заслуженный артист РСФСР (1982)
- Байбурина Зухра Фанилевна - оперная певица (меццо-сопрано), с 2010 года преподаёт Манхэттенской музыкальной школе
- Камалов, Тагир Таузяхович - Народный артист РБ, основатель Национального симфонического оркестра РБ
- Гайзуллин Рамил Мавлитович - кураист, основатель Национального оркестра башкирских народных инструментов, Народный артист РБ (2003), Заслуженный артист РФ (2008)
- Гатауллин Александр Анваровчи - баянист, обладатель юбилейного 50-го Кубка Мира (Швейцария)
- Киреев Олег Хусаинович - джазовый музыкант, саксофонист, композитор, продюсер, советник Президента РБ по культуре (2010)
- Чиков Валентин Васильевич - художник, живописец и график, педагог
- Кутлубаева Эльза Зауровна - художник, педагог, член Международной федерации художников UNESCO